# Berlin Thunder (ELF)

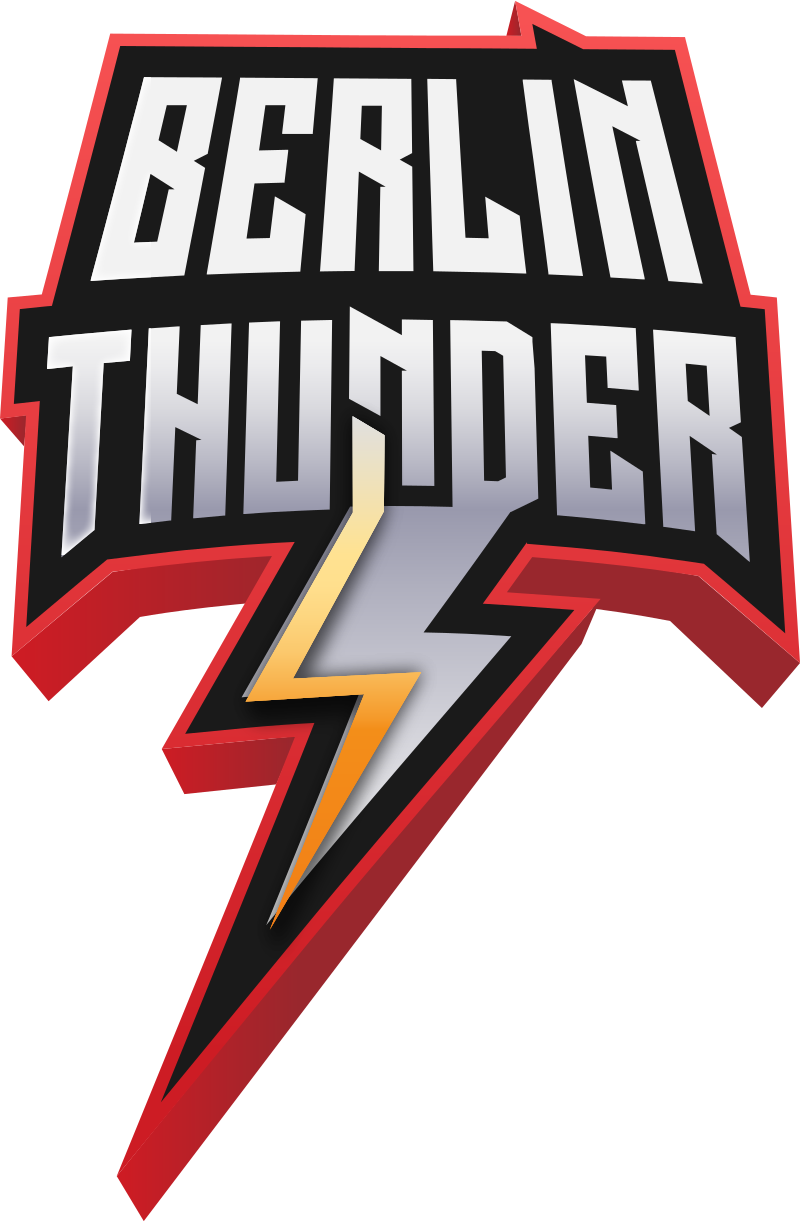
Berlin Thunder Logo 2021 bis 2024

Die Berlin Thunder sind ein American-Football-Team der European League of Football (ELF) aus Berlin.

## Geschichte

### Gründung
Zunächst plante eine Investorengruppe um Roman Motzkus, einem ehemaligen Spieler der Berlin Adler und Footballkommentator, ein ELF-Team in Berlin zu gründen, allerdings scheiterten die Gespräche mit der ELF im März 2021. Kurz darauf gab die ELF bekannt, dass der Standort Berlin unter einer anderen Betreibergesellschaft (FBG Football Berlin GmbH) dennoch in der Liga vertreten sein werde. Gesellschafter der Thunder waren Marko Rehmer, Thomas Ebeling, der Konzertveranstalter Ronny Boldt und der Unternehmer und Geschäftsführer der FBG Levon Melikian. Durch eine Kooperationsvereinbarung der ELF mit der National Football League (NFL) übernahm das Team den Namen der von 1999 bis 2007 bestehenden Berlin Thunder aus der NFL Europe.

### Saison 2021
Erster Head Coach des Teams war der Kanadier Jag Bal, der nach der Saison 2021 entlassen wurde. Erster Geschäftsführer des Franchise war, von Mai bis September 2021, Heiko von Glahn.

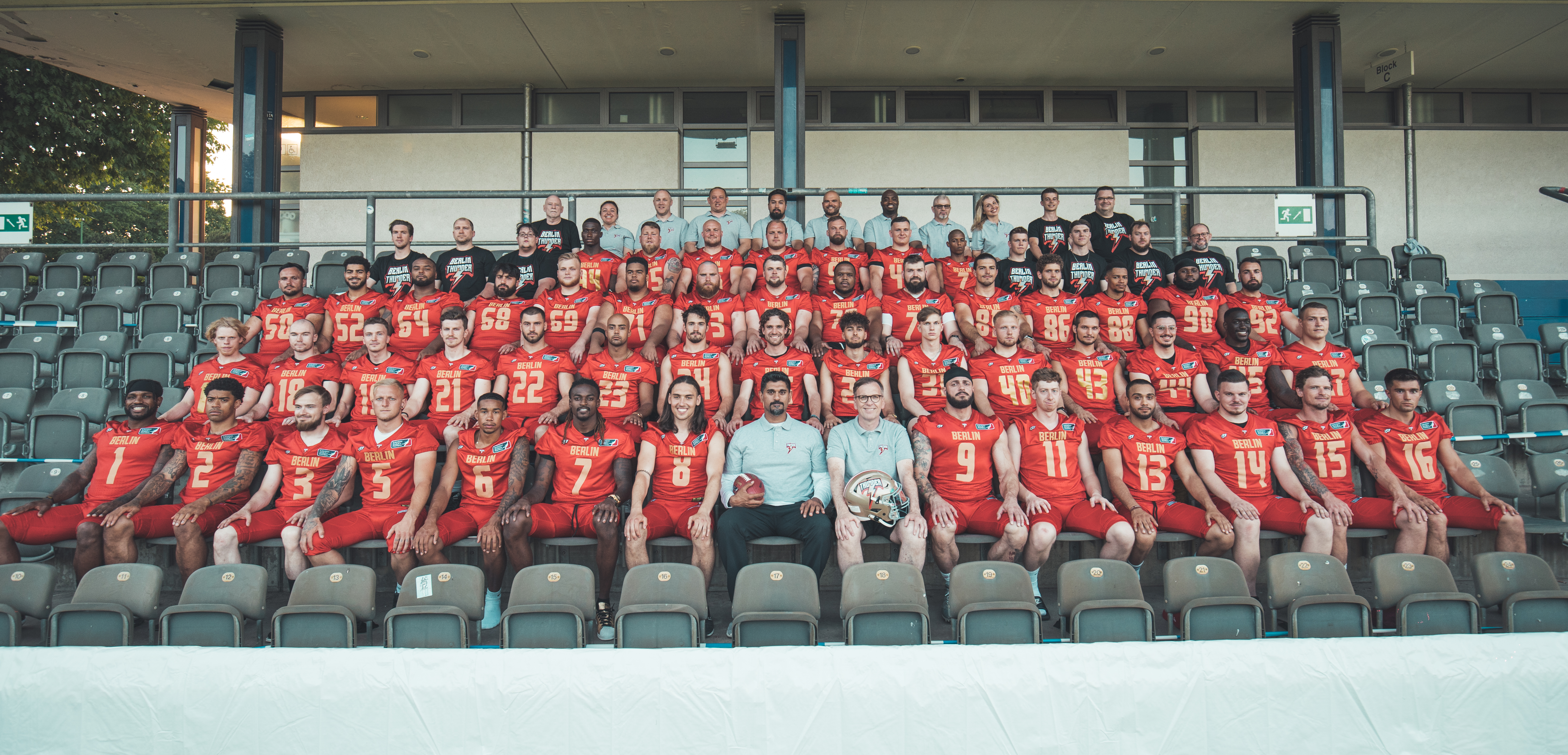
Berlin Thunder 2021

Die erste Saison schloss Thunder mit drei Siegen und sieben Niederlagen auf dem vierten Platz in der Nord-Division ab. Mit Nicolai Schumann, Wael Nasri und Adedayo Odeleye wurden drei Berliner Athleten in das erste All Star Team der Liga berufen. Am 12. September 2021 gab Thunder bekannt, dass der ehemalige deutsche NFL-Profi Björn Werner als Co-Owner und Sportdirektor Teil des Franchise wurde. Als Nachfolgerin von Heiko von Glahn wurde wenige Wochen später Diana Hoge vorgestellt.

### Saison 2022
In Vorbereitung der Saison 2022 wurde am 30. September 2021 Johnny Schmuck als neuer Headcoach vorgestellt. Das Team zeigte sich stärker als im Jahr zuvor. Bis zum letzten Spieltag wahrte man die Chance auf die Playoffs, verlor jedoch dann gegen die Raiders Tirol mit 10:37. Gleichzeitig konnte man den Zuschauerschnitt auf über 3500 Zuschauer steigern.

### Saison 2023
Zur Saison 2023 wechselten die Berliner in die neue Eastern Conference. Mit Slade Jarman wurde ein neuer Quarterback verpflichtet. Henry Schlegel wurde als neuer Offensive Coordinator vorgestellt. Die Saison war mit acht Siegen bei vier Niederlagen die bis dahin beste der Thunder. Gegen die neuen Franchises aus Fehervar und Prag sowie gegen Leipzig gab es klare Siege. Gegen die Wroclaw Panthers und die Hamburg Sea Devils gelangen jeweils Heimsiege, während man auswärts verlor. Gegen den Titelverteidiger Vienna Vikings verlor man dagegen zwei Mal knapp: zu Hause 24-27 und 9-16 in Wien. Die reguläre Saison beendete Thunder auf Platz 2 der Eastern Conference und zog damit erstmals in die Playoffs ein. In der Wild-Card-Runde unterlag Berlin Thunder Frankfurt Galaxy klar. Das Spiel wurde aufgrund schwerer Verletzungen eines Spielers und einer Mitarbeiterin fünf Minuten vor Ende abgebrochen.

### Saison 2024
Für die Saison 2024 verpflichtete Thunder Jakeb Sullivan (vorher Frankfurt Galaxy) als neuen Quarterback. Mit dem Verein Berlin American Football Academy wurde erstmals ein Flag-Football-Team in der Deutschen Flag Football Liga 3 gemeldet.
Thunder startete mit einer Niederlage in Wroclaw in die Saison. Auf zwei Siege gegen Prag und Fehervar folgten knappe Niederlagen gegen die jeweils favorisierten Teams der Vienna Vikings und Rhein Fire. In beiden Spielen führten die Berliner zur Halbzeit und gaben den Sieg in der zweiten Halbzeit aus der Hand. Dies zog sich durch die gesamte Saison. Mit fünf Siegen und sieben Niederlagen zum Ende der regulären Saison zog Thunder in diesem Jahr nicht in die Playoffs ein.
Nach der Saison zog sich Björn Werner als Sportdirektor und auch als Eigentümer zurück. Auch DC Christopher Kuhfeldt sowie OC Henry Schlegel gaben ihre Trennung von Thunder bekannt. Im Oktober 2024 wurde Ulrich Kramer als neuer General Manager vorgestellt.

### Saison 2025
Zur Saison 2025 wechselten die Berliner in die neu gegründete North Division, wo sie auf den amtierenden Meister Rhein Fire, die Hamburg Sea Devils und den Neuling Nordic Storm trafen. In den Interdivisionspielen trifft man erstmals auf die Munich Ravens. Weitere Gegner waren die Fehervar Enthroners und die Cologne Centurions. Als neuer Head Coach wurde im Dezember 2024 Dean Cokinos vorgestellt. Er verließ Thunder jedoch aus persönlichen Gründen im Januar 2025 wieder. Als Nachfolger wurde Jag Bal verpflichtet, der schon 2021 Thunder trainiert hatte.
Neue Geschäftsführer wurden Ulrich Kramer und Rasheed Moka. Sie initiierten einen Wechsel der Teamfarben zu Gold und Schwarz wie beim ehemaligen NFL-Europe-Team. Zudem fanden sie mit dem Preussenstadion eine neue Heimspielstätte. Seit Mai 2025 ist die Betreibergesellschaft in Insolvenz unter Eigenverwaltung. Kramer trat als Geschäftsführer zurück und wurde CFO, bevor man sich Anfang Juli 2025 von ihm trennte, nachdem er öffentlich Kritik an den Fans geäußert hatte. Diese nahmen das neue Stadion nur schlecht an. Der Schnitt pendelte sich auf etwa 650 Zuschauer an, wobei das Stadion kaum Sitzplätze bietet. Sportlich sortierte man sich im unteren Drittel der Mannschaften ein.

## Stadion
Die Thunder trugen die ersten zwei Spiele der Saison 2021 im Olympiapark-Amateurstadion aus und zogen anschließend in den Friedrich-Ludwig-Jahn-Sportpark um. Dieser wird seit Ende der Saison 2024 umgebaut, beginnend mit dem Abriss des großen Stadions im Park.
Nachdem für die Saison 2025 zunächst geplant war, in das kleine Stadion im östlichen Teil des Jahn-Sportparks umzuziehen, gab Thunder im März 2025 das Preussenstadion in Berlin-Lankwitz als neue Heimspielstätte bekannt.

## Statistik

### Platzierungen
| Saison | Conf./Div. | Platz | Spiele | S  | N  | SQ    | P+    | P−    | Diff | Conf  | Serie                      | Postseason                             | Zuschauer Ø |
| ------ | ---------- | ----- | ------ | -- | -- | ----- | ----- | ----- | ---- | ----- | -------------------------- | -------------------------------------- | ----------- |
| 2021   | North      | 4.    | 10     | 3  | 7  | 0,300 | 228   | 296   | −68  | 0:6   | 1N-1S-5N-1S-1N-1S          | –                                      | 3.914       |
| 2022   | Northern   | 2.    | 12     | 7  | 5  | 0,583 | 321   | 282   | +39  | 3:3   | 1N–1S–2N–5S–1N–1S–1N       | –                                      | 3.583       |
| 2023   | Eastern    | 2.    | 12     | 8  | 4  | 0,667 | 378   | 188   | +190 | 5:3   | 1S–1N–1S–1N–3S–1N–1S–1N–2S | WC Niederlage: Frankfurt Galaxy (3:20) | 4.566       |
| 2024   | Eastern    | 3.    | 12     | 5  | 7  | 0,417 | 378   | 318   | +60  | 5:3   | 1N–2S–2N–2S–3N–1S–1N       | –                                      | 3.456       |
| 2025   | North      | 4.    | 12     | 3  | 9  | 0,250 | 312   | 432   | -120 | 0:6   | 1S–3N–1S–2N–1S–4N          | –                                      | 3.644       |
| Summe  | Summe      | Summe | 58     | 26 | 32 | 0,448 | 1.617 | 1.516 | +101 | 13:21 |                            | Wildcard 0-1                           | 2.688       |

(WC: Wildcard, HF: Halbfinale, CG: Championship Game)

### Direkter Vergleich
| Gegner              | erste Begegnung | Regular Season | Regular Season | Regular Season | Regular Season | Regular Season | Regular Season | Regular Season | Play-offs | Play-offs | Play-offs | Play-offs | Play-offs | Höchster Sieg | Höchste Niederlage |
| Gegner              | erste Begegnung | Sp             | S              | N              | SQ             | P+             | P−             | Diff           | S         | N         | P+        | P−        | Diff      | Höchster Sieg | Höchste Niederlage |
| ------------------- | --------------- | -------------- | -------------- | -------------- | -------------- | -------------- | -------------- | -------------- | --------- | --------- | --------- | --------- | --------- | ------------- | ------------------ |
| Barcelona Dragons   | 2021            | 2              | 1              | 1              | 0,500          | 35             | 51             | 0−16           |           |           |           |           |           | 19:30 (2021)  | 16:48 (2021)       |
| Cologne Centurions  | 2022            | 4              | 4              | 0              | 1,000          | 181            | 52             | +129           |           |           |           |           |           | 63:14 (2025)  | −                  |
| Fehérvár Enthroners | 2023            | 6              | 5              | 1              | 0,833          | 255            | 67             | +188           |           |           |           |           |           | 60:60 (2023)  | 31:34 (2025)       |
| Frankfurt Galaxy    | 2023            |                |                |                |                |                |                |                | 0         | 1         | 3         | 20        | −17       | −             | 03:20 (2023)       |
| Hamburg Sea Devils  | 2021            | 8              | 1              | 7              | 0,125          | 159            | 294            | −135           |           |           |           |           |           | 23:16 (2023)  | 06:44 (2021)       |
| Istanbul Rams       | 2022            | 2              | 2              | 0              | 1,000          | 79             | 21             | 0+58           |           |           |           |           |           | 41:70 (2022)  | −                  |
| Leipzig Kings       | 2021            | 6              | 3              | 3              | 0,500          | 177            | 143            | 0+34           |           |           |           |           |           | 39:14 (2023)  | 24:37 (2021)       |
| Munich Ravens       | 2025            | 2              | 0              | 2              | 0,000          | 28             | 73             | 0−45           |           |           |           |           |           | –             | 12:35 (2025)       |
| Nordic Storm        | 2025            | 2              | 0              | 2              | 0,000          | 35             | 88             | –53            |           |           |           |           |           | –             | 00:35 (2025)       |
| Panthers Wrocław    | 2021            | 8              | 4              | 4              | 0,500          | 221            | 242            | 0−21           |           |           |           |           |           | 29:12 (2022)  | 12:35 (2021)       |
| Paris Musketeers    | 2024            | 2              | 0              | 2              | 0,000          | 64             | 75             | 0–11           |           |           |           |           |           | –             | 27:35 (2024)       |
| Prague Lions        | 2023            | 4              | 4              | 0              | 1,000          | 165            | 37             | +128           |           |           |           |           |           | 43:60 (2023)  | −                  |
| Raiders Tirol       | 2022            | 2              | 0              | 2              | 0,000          | 26             | 65             | 0−39           |           |           |           |           |           | −             | 10:37 (2022)       |
| Rhein Fire          | 2024            | 4              | 0              | 4              | 0,000          | 52             | 187            | −135           |           |           |           |           |           | −             | 07:69 (2025)       |
| Stuttgart Surge     | 2021            | 2              | 2              | 0              | 1,000          | 78             | 19             | 0+59           |           |           |           |           |           | 38:00 (2021)  | −                  |
| Vienna Vikings      | 2023            | 4              | 0              | 4              | 0,000          | 62             | 102            | 0−40           |           |           |           |           |           | −             | 09:34 (2023)       |

Stand: 17. August 2025
Legende:
| Spiele       | Siege              | Niederlagen           |
| SQ Siegquote | P+ gemachte Punkte | P− gegnerische Punkte |

## Trainer

### Head Coaches
| #    | Name           | Saisons     | Regular Season | Regular Season | Regular Season | Regular Season | Play-offs | Play-offs | Play-offs |
| #    | Name           | Saisons     | Spiele         | S              | N              | Gewonnen%      | Spiele    | S         | N         |
| ---- | -------------- | ----------- | -------------- | -------------- | -------------- | -------------- | --------- | --------- | --------- |
| 1, 4 | Jag Bal        | 2021, 2025– | 10             | 3              | 7              | 0,300          | 0         | 0         | 0         |
| 2    | Johnny Schmuck | 2022–2024   | 36             | 20             | 16             | 0,556          | 1         | 0         | 1         |
| 3    | Dean Cokinos   | 2025        | –              | –              | –              | –              | –         | –         | –         |

## Kader
| Abkürzungen der Spieler-Positionen im American Football | Abkürzungen der Spieler-Positionen im American Football |
| ------------------------------------------------------- | --- |
| Offense                                                 | QB – Quarterback \| RB – Runningback \| FB – Fullback \| TE – Tight End \| E/WR – Wide Receiver \| T – Tackle \| G – Guard \| C – Center |
| Defense                                                 | DT – Defensive Tackle \| DE – Defensive End \| NT – Nose Tackle \| LB – Linebacker \| ILB – Inside Linebacker \| MLB – Middle Linebacker \| OLB – Outside Linebacker \| CB – Cornerback \| NB – Nickelback \| FS – Free Safety \| SS – Strong Safety |
| Special Teams                                           | K – Kicker \| P – Punter \| KS – Kicking Specialist \| KOS – Kickoff Specialist \| LS – Long Snapper \| RS – Return Specialist \| KOR/KR – Kick Returner \| PR – Punt Returner \| PP – Punt Protector                                                |

## FBG Football Berlin GmbH
Die FBG Football Berlin GmbH wurde im April 2021 vom Ronny Boldt (Musikmanager), Thomas Ebeling (ehemaliger Vorstandsvorsitzende der ProSiebenSat.1 Media.), Levon Melikian (Geschäftsführer) mit jeweils 30 % und Marko Rehmer (ehemaliger Fußballspieler) mit 10 % gegründet. Im Oktober 2021 übernahm Björn Werner ein Drittel der Anteile, ebenso wie Boldt und Ebeling, Melikian und Rehmer schieden aus. Im Mai 2022 stiegen Henry Klemm über die B.E.S.T. Veranstaltungsdienste GmbH und Marvin Hilpert über die Sarinna Invest GmbH ein; alle Teilhaber hielten ein Fünftel der Gesellschaft. Im September 2023 wurde Till Grönemeyer als weiterer Gesellschafter vorgestellt. Im Oktober 2024 gaben Werner und Hilpert ihre Anteile an die restlichen vier Gesellschafter ab.
Seit Anfang 2025 sind Rasheed Moka als General Manager und Ulrich Kramer als CFO die Geschäftsführer der FBG.

## Sponsoren und Partner
Die Sponsoren- und Partnergruppe der Berlin Thunder umfasst insgesamt 17 Unternehmen sowie die Deutsche Kinderkrebsstiftung. Zu diesen Unternehmen gehören unter anderem der Bettwarenhersteller und -händler bett1.de, der Radiosender Kiss.FM, die Getränkeunternehmen Riha WeserGold Getränke mit der Marke Extaler und Splendid Drinks mit der Marke 28 Black sowie das Nachrichtenportal Tag24.